# 白井光子
白井 光子（しらい みつこ、1947年（昭和22年）5月28日 - ）は、日本の声楽家（メゾソプラノ、ソプラノ、アルト）、音楽教育者。主にドイツ歌曲の歌唱で国際的に高い評価を得ている。ソプラノとメゾの両方の声域を持ち、アレッサンドロ・スカルラッティ、J.S.バッハ、モーツァルト、ルイ・シュポーア、シューベルト、シューマン、ヴォルフ、ブラームス、マーラー、ベルク、シェーンベルク、ヴェーベルンなどドイツ・オーストリアを中心に音楽史全般にわたる幅広いレパートリーを持つ。レコーディングも非常に数多い。

## 経歴
長野県南佐久郡臼田町（現：佐久市）生まれ。1972年（昭和47年）武蔵野音楽大学卒業後、3か月でドイツ語を学び、同年に奨学金でシュトゥットガルト音楽大学に留学。シュトゥットガルト音楽大学ではピアニストのハルトムート・ヘルと出会い、1972年（昭和47年）からはデュオを組む。1973年（昭和48年）に結婚。ウィーン、ツヴィッカウ、スヘルトーヘンボス、アテネ、ミュンヘンのコンクールで入賞。1975年（昭和50年）には東京でリサイタルデビュー、翌年にはアムステルダムでヨーロッパデビューを果たす。エリーザベト・シュヴァルツコップに師事し、声楽の訓練の総仕上げを行った。その後ヨーロッパ各地、スカンジナビア、イスラエル、アフリカ、日本、南米、ロシア、アメリカ、カナダなどで公演し、1989年（平成元年）にはカーネギーホールにおいてラヴェル『シェヘラザード』でニューヨークデビューを果たした。2人はデュオとして歌曲の分野で高名になり、数々のレコードを録音した。
また、白井はマーラーのオーケストラ付き声楽作品においてはアルト歌手として活躍しており、ベルリン・フィルハーモニー管弦楽団、新日本フィルハーモニー交響楽団、アトランタ交響楽団、フランス放送フィルハーモニー管弦楽団、ウィーン交響楽団とともに、リッカルド・シャイー、エリアフ・インバル、ユーリ・アーロノヴィチ、ヤーノシュ・フェレンチク、ヴォルフガング・サヴァリッシュなどの指揮者と共演している。白井のレパートリーには、マーラー交響曲第8番、ベルリオーズ『夏の夜』、アルバン・ベルク『7つの初期の歌曲』、ヒンデミットの歌曲集『マリアの生涯（英語版）』、アントン・ウェーベルンの声楽全集、シューベルト『冬の旅』、ブラームス、ヴォルフ、ロベルト・シューマンの歌曲集などがある。
オペラにも取り組んでおり、1987年に（昭和62年）フランクフルトにおいてモーツァルト『コジ・ファン・トゥッテ』デスピーナ役でデビュー。モーツァルトを中心に、リヒャルト・ワーグナー『恋愛禁制』などのレアな作品にも出演している。モーツァルト『ルーチョ・シッラ（英語版）』、ポール・デュカス『アリアーヌと青ひげ』などにも出演（コンサート形式）。サントリーホールでは、プロコフィエフ『アレクサンドル・ネフスキー』を開催している。
現在は世界各地でのリサイタル、コンサートに出演しながら、1992年（平成4年）にはカールスルーエ音楽大学の教授に就任し、1994年（平成6年）からはヘルとともに声楽とピアノのデュオのためのマスタークラスで後進の指導を行っている。ザルツブルク・モーツァルテウムの教授も務めている。また白井とヘルは、サヴォンリンナ音楽祭（フィンランド）、シュレスヴィヒ＝ホルシュタイン音楽祭、ワイマール国際音楽セミナー、ザルツブルク・モーツァルテウム、オールドバラ音楽祭、スイス、アメリカ（タングルウッド、シンシナティ）、エルサレムのアイザック・スターン音楽センターなどで歌曲のマスタークラスを行っている。このマスタークラスはヨーロッパ中に知られており、多くの若いアーティストが恩恵を受けている。日本でも大阪音楽大学客員教授、2009年（平成21年）から国立音楽大学の特別招聘教授として後進を指導している。
ギラン・バレー症候群のため2年ほど演奏活動を中止していたが、2008年（平成20年）のラ・フォル・ジュルネ・オ・ジャポン 「熱狂の日」音楽祭で、久しぶりに元夫のハルトムート・ヘルとの演奏を披露した。2011年（平成23年）にも帰国し母校でリサイタルを開催している。2019年（令和元年）10月19日にも第一生命ホールで「歌とピアノの究極の室内楽 白井光子＆ハルトムート・ヘル リート・デュオ」を開催するなど、現役で活動中である。
エリーザベト・シュヴァルツコップはハルトムート・ヘルとのデュオを世界最高の音楽家夫婦と賞賛した。紫綬褒章受章は、メゾソプラノ歌手として優れた業績を残すとともに音楽界の発展に寄与したことが認められたもの。2010年（平成22年）2月1日にはドイツ政府からドイツ連邦共和国功労勲章功労十字小綬章を叙勲された。
白井は現代の最も頻繁に録音されている歌曲の歌手の一人であり、彼女の録音の多くは国際的な賞を多数受賞している。例えば、シューベルト『冬の旅』の解釈は、国際的な批評家の間では、これまでに録音された中で最高のものの一つとみなされている。

## 受賞歴
- 1973年（昭和48年）フーゴ・ヴォルフ歌曲コンクール 第1位
- 1974年（昭和49年）ピアニストと歌手のためのローベルト・シューマン国際コンクール 第1位
- 1976年（昭和51年）スヘルトーヘンボス・コンクール 国際賞
- 1976年（昭和51年）アテネ・コンクール 国際賞
- 1982年（昭和57年）シューマンの故郷ツヴィッカウ市からロベルト・シューマン賞を贈られる
- 1996年（平成8年）1995年度（平成7年度）第6回出光音楽賞大賞[9]
- 1997年（平成9年）ABC国際音楽賞
- 2005年（平成17年）第56回芸術選奨文部科学大臣賞
- 2008年（平成20年）紫綬褒章
- 2010年（平成22年）ドイツ連邦共和国功労勲章功労十字小綬章
- 2018年（平成30年）旭日小綬章[7]
- 2018年（平成30年）ビクトリア大学 名誉博士号授与（カナダ）

## 主なディスコグラフィー
きわめて多数の音源が存在し、以下はほんの一部にすぎない。
- CD シューベルト歌曲集 白井光子 ハルトムート・ヘル 1970年1月1日 CAPRICCIO
- CD ヘルダーリン歌曲集 白井光子 ハルトムート・ヘル 1989年5月21日 日本クラウン
- CD2枚組 シェック Das Holde Bescheiden Op.62: F-dieskau 白井光子 Höll 1993年12月8日 Claves
- CD モーツァルト アレルヤ 白井光子 1994年8月1日 カメラータ・トウキョウ
- CD ブラームス歌曲集 白井光子 ハルトムート・ヘル 1995年10月21日 日本コロムビア
- CD シューベルト『冬の旅』白井光子 ハルトムート・ヘル 1996年1月20日 日本コロムビア
- CD シューマン歌曲集『女の愛と生涯』白井光子 ハルトムート・ヘル 1997年1月21日 カメラータ・トウキョウ
- CD リヒャルト・シュトラウス歌曲集 白井光子 ハルトムート・ヘル 1997年10月21日 日本コロムビア
- CD ハイドン ナクソスのアリアンナ 白井光子 1999年05月25日 カメラータ・トウキョウ
- CD ヴィクトル・ウルマン歌曲集、朗読とピアノ メゾソプラノ：白井光子 語り：ヴァルホーヴェン ピアノ：ヘル 2001年11月15日 CAPRICCIO
- CD ウェーベルン歌曲集 メゾソプラノ：白井光子 ピアノ：ヘル 2001年11月15日 CAPRICCIO
- CD 祝祭のバラード 20世紀ヨーロッパのソング・ブック 白井光子 ハルトムート・ヘル 2004年1月20日 CAPRICCIO
- CD2枚組 シューベルト歌曲集 白井光子 シュテファン・ゲンツ ほか 2004年7月29日 CAPRICCIO
- CD シューマン ミサ曲 指揮：ヴォルフガング・サヴァリッシュ ベルリン・フィルハーモニー管弦楽団 白井光子 ペーター・ザイフェルト ヤン=ヘンドリク・ロータリング デュッセルドルフ楽友協会合唱団 2005年12月21日 EMIミュージック・ジャパン
- CD 歌曲集（＋シュポア：6つのドイツ歌曲op.103） 白井光子 ハルトムート・ヘル ほか 2008年1月17日 CAPRICCIO
- CD 白井光子&ハルトムート・ヘル リート集 2009年4月1日 CAPRICCIO
- CD シェーンベルク歌曲集 - Opp. 2, 3, 6, 14 /キャバレーソング/4つの民謡編曲 白井光子 ハルトムート・ヘル 2009年4月1日 CAPRICCIO
- CD メンデルスゾーン交響曲第2番『賛歌』指揮：ヴォルフガング・サヴァリッシュ ベルリン・フィルハーモニー管弦楽団 クリスティーナ・ラキ 白井光子 ペーター・ザイフェルト 2013年6月26日 ワーナーミュージックジャパン
- CD 白井光子 ジュビリー・エディション 白井光子 ハルトムート・ヘル他 2017年8月30日 CAPRICCIO